# Sancha Rodrigues de Briteiros
Sancha Rodrigues de Briteiros (c.1230 - c. 1295) foi uma rica-dona portuguesa.

## Biografia
Sancha Rodrigues era filha do célebre rico-homem e trovador Rui Gomes de Briteiros e de Elvira Anes da Maia, uma das não menos conhecidas herdeiras do magnate João Pires da Maia, e cujo "rapto" se tornou alvo do escárnio trovadoresco. Graças ao prestigiado casamento do seu pai, a família de Briteiros conseguiu ascender na intrincada sociedade nobiliárquica medieval, ao ponto de Rui Gomes ter conseguido, embora muito brevemente, a mordomia-mor (1248). 
Sancha terá nascido, portanto, na década de 30 do século XIII, uma vez que o rapto acontece provavelmente por volta de 1230. Órfã de pai desde 1249, a mãe, viúva, tornou-se a gerente dos bens familiares do esposo, até à sua morte, ocorrida em 1258, e mais especificamente antes de 19 de junho, pois neste dia, em Guimarães, fez-se a partilha dos bens por entre os irmãos, cabendo-lhe, entre outros bens, a quintã de Onda.
Sabe-se que desposou Pedro Ponces de Baião, senão antes, pelo menos no ano de 1258, uma vez que já se encontrava casada quando se deu a partilha dos bens entre ela e os restantes irmãos. 
Sabe-se que o casal detinha uma capela no Mosteiro de Salzedas, cenóbio ao qual o casal fez generosas doações. Do casamento, apesar de frutífero a nível de bens, não o foi em termos de descendênciaː sem herdeiros, Sancha foi declarada pelo marido como a principal herdeira dos seus bens, mas esta desfez-se deles em 1290, doando "tudo quanto havia no reino de Portugal" ao Mosteiro de Salzedas.
Sancha continua documentada até 1295, tendo falecido provavelmente pouco depois dessa data. Foi sepultada junto do marido, no Mosteiro de Salzedas.